# Aljaksandr Sačyŭka
Aljaksandr Uladzimiravič Sačyŭka (in bielorusso Аляксандр Уладзіміравіч Сачыўка?; Minsk, 5 gennaio 1986) è un calciatore bielorusso, centrocampista dell'Uzda.

## Carriera

### Club
Ha giocato nella massima serie bielorussa.

### Nazionale
Ha giocato nella nazionale bielorussa Under-21.
Nel 2017 ha esordito nella nazionale maggiore.

## Statistiche

### Cronologia presenze e reti in nazionale
| Cronologia completa delle presenze e delle reti in nazionale ― Bielorussia | Cronologia completa delle presenze e delle reti in nazionale ― Bielorussia | Cronologia completa delle presenze e delle reti in nazionale ― Bielorussia | Cronologia completa delle presenze e delle reti in nazionale ― Bielorussia | Cronologia completa delle presenze e delle reti in nazionale ― Bielorussia | Cronologia completa delle presenze e delle reti in nazionale ― Bielorussia | Cronologia completa delle presenze e delle reti in nazionale ― Bielorussia | Cronologia completa delle presenze e delle reti in nazionale ― Bielorussia |
| Data                                                                       | Città                                                                      | In casa                                                                    | Risultato                                                                  | Ospiti                                                                     | Competizione                                                               | Reti                                                                       | Note                                                                       |
| -------------------------------------------------------------------------- | -------------------------------------------------------------------------- | -------------------------------------------------------------------------- | -------------------------------------------------------------------------- | -------------------------------------------------------------------------- | -------------------------------------------------------------------------- | -------------------------------------------------------------------------- | -------------------------------------------------------------------------- |
| 1-6-2017                                                                   | Neuchâtel                                                                  | Svizzera                                                                   | 1 – 0                                                                      | Bielorussia                                                                | Amichevole                                                                 | -                                                                          | 61’                                                                        |
| 12-6-2017                                                                  | Minsk                                                                      | Bielorussia                                                                | 1 – 0                                                                      | Nuova Zelanda                                                              | Amichevole                                                                 | -                                                                          | 89’                                                                        |
| 3-9-2017                                                                   | Barysaŭ                                                                    | Bielorussia                                                                | 0 – 4                                                                      | Svezia                                                                     | Qual. Mondiali 2018                                                        | -                                                                          |                                                                            |
| 10-10-2017                                                                 | Saint-Denis                                                                | Francia                                                                    | 2 – 1                                                                      | Bielorussia                                                                | Qual. Mondiali 2018                                                        | -                                                                          | 46’                                                                        |
| 19-11-2019                                                                 | Podgorica                                                                  | Montenegro                                                                 | 2 – 0                                                                      | Bielorussia                                                                | Amichevole                                                                 | -                                                                          |                                                                            |
| 11-10-2020                                                                 | Vilnius                                                                    | Lituania                                                                   | 2 – 2                                                                      | Bielorussia                                                                | UEFA Nations League 2020-2021 - 1º turno                                   | 1                                                                          |                                                                            |
| 14-10-2020                                                                 | Minsk                                                                      | Bielorussia                                                                | 2 – 0                                                                      | Kazakistan                                                                 | UEFA Nations League 2020-2021 - 1º turno                                   | -                                                                          | 42’                                                                        |
| 15-11-2020                                                                 | Minsk                                                                      | Bielorussia                                                                | 2 – 0                                                                      | Lituania                                                                   | UEFA Nations League 2020-2021 - 1º turno                                   | -                                                                          |                                                                            |
| 18-11-2020                                                                 | Tirana                                                                     | Albania                                                                    | 3 – 2                                                                      | Bielorussia                                                                | UEFA Nations League 2020-2021 - 1º turno                                   | -                                                                          |                                                                            |
| 2-9-2021                                                                   | Ostrava                                                                    | Rep. Ceca                                                                  | 1 – 0                                                                      | Bielorussia                                                                | Qual. Mondiali 2022                                                        | -                                                                          |                                                                            |
| 5-9-2021                                                                   | Kazan'                                                                     | Bielorussia                                                                | 2 – 3                                                                      | Galles                                                                     | Qual. Mondiali 2022                                                        | -                                                                          |                                                                            |
| 8-9-2021                                                                   | Kazan'                                                                     | Bielorussia                                                                | 0 – 1                                                                      | Belgio                                                                     | Qual. Mondiali 2022                                                        | -                                                                          |                                                                            |
| Totale                                                                     |                                                                            | Presenze                                                                   | 12                                                                         |                                                                            | Reti                                                                       | 1                                                                          |                                                                            |

## Palmarès

### Club

#### Competizioni nazionali
- Campionato bielorusso: 4

Šachcër Salihorsk: 2020, 2021
Dinamo Minsk: 2023, 2024
- Supercoppa di Bielorussia: 1

Šachcër Salihorsk: 2021